# انستیتوی اخترشناسی هاوایی
انستیتوی اخترشناسی هاوایی، (به انگلیسی: Institute for Astronomy) یک واحد تحقیقاتی در مجموعهٔ دانشگاه هاوایی است که توسط رابرت مک لارن به عنوان مدیرعامل سرپرستی می‌شود. دفتر مرکزی IfA در: 2680 Woodlawn Drive در هونولولو، هاوایی، ۲۱ ° ۱۸–۲۷ ″ N 157 ° ۴۸′۴۱ ″ WCoordinates: 21 ° ۱۸′۲۷ ″ N 157 ° ۴۸′۴۱ ″ W، مجاور دانشگاه هاوایی در مانوا واقع شده‌است. امکانات اضافی در پوکالانی، مائوئی، و هیلو در جزیره هاوایی (جزیره بزرگ) واقع شده‌است. IfA بیش از ۱۵۰ اخترشناس و کارکنان پشتیبانی دارد. ستاره شناسان IfA تحقیق در مورد اجسام منظومه شمسی، ستاره‌گان، کهکشان‌ها و کیهان‌شناسی را انجام می‌دهند.
انستیتوی نجوم در سال ۱۹۶۷ برای انجام تحقیقات و مدیریت مجتمع‌های رصدخانه در هالئاکالا، مائوئی و رصدخانه مونوکی در قله موناکی تأسیس شد. این دانشگاه تقریباً ۵۵ دانشکده دارد و در آن بیش از ۳۰۰ نفر اشتغال دارند.